# الکساندر ورونین
الکساندر ورونین (روسی: Александр Никифорович Воронин؛ ۲۳ مهٔ ۱۹۵۱ – ۲۶ سپتامبر ۱۹۹۲) وزنه‌بردار اهل روسیه بود.
وی برنده مدال طلا وزنه برداری در وزن ۵۲ کیلوگرم در بازی‌های المپیک تابستانی ۱۹۷۶ شد.